# Eiza González
Eiza González, född 30 januari 1990 i Mexico City, Mexiko, är en mexikansk skådespelare.
González har bland annat medverkat i TV-serierna Sueña conmigo 2010–2011 och Amores verdaderos 2012–2013. Hon har även medverkat i filmerna Baby Driver från 2017 och Ambulance från 2022.

## Filmografi (i urval)
- 2010-2011: Sueña conmigo
- 2012-2013: Amores verdaderos
- 2017 – Baby Driver
- 2019 – Fast & Furious: Hobbs & Shaw
- 2020 – Bloodshot
- 2021 – I Care a Lot
- 2021 – Godzilla vs. Kong
- 2022 – Ambulance
- 2024 – 3 Body Problem (TV-serie)
- 2024 – The Ministry of Ungentlemanly Warfare
- 2025 – In the Grey